# 野本栄二

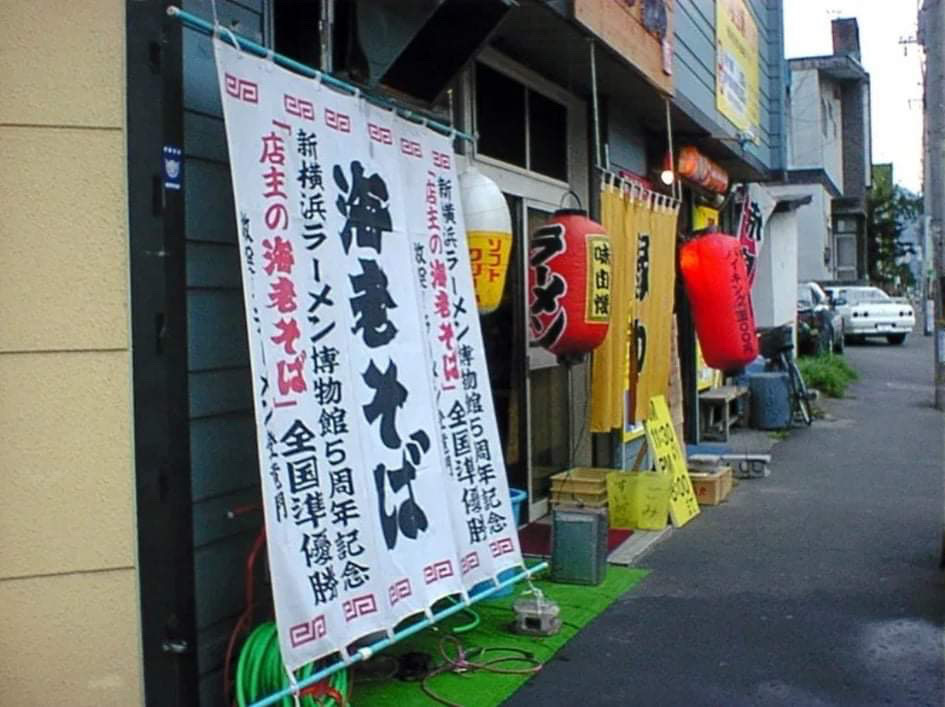
「縁や」の店舗写真
（札幌市西区、2000年撮影）

野本 栄二（のもと えいじ、1967年〈昭和42年〉3月14日 - )は、日本のラーメン職人でラーメン店経営者。北海道札幌市「元祖海老そば札幌らーめん縁や」、島根県隠岐郡知夫村「知夫里島ラーメン」の創業者である。
甘エビの頭から出汁を取ったラーメン「えびそば」の元祖創作者であり、「エビラーメンの父」と呼ばれる。

## 経歴・人物
26歳の時に独立して自営となる。しかし1997年の北海道拓殖銀行の破綻などで北海道の経済状況が悪化（特に建設業）した時期にラーメン店に転業する。1997年、30歳の時に札幌市西区二十四軒にラーメン店（らーめん縁や）を開業。
1999年に新横浜ラーメン博物館が開催したコンテスト「激突ラーメン登竜門」において参加344軒の中から準優勝（日本初の海老出汁ラーメン「海老そば」）となった。「エビだし」によるラーメンを着想後、スープの開発には5年を要した。「従来になかった味」と支持を受ける。
2001年から全国の百貨店で催される北海道物産展への出店を始める。首都圏の東武百貨店池袋店や渋谷の「麺喰王国（ヌードルカフェ）」にも出店した。「いろんな店が競って独自の味を生んでほしい」という理由で「海老そば」という名称を商標登録しなかったとのちに取材に対して述べている。
2度の脳卒中発症を機に、2015年にラーメン店を譲渡、既存ラーメン店およびラーメン店経営志願者等をサポートする講師に転身した。
2020年時点では中小企業庁が実施する専門家派遣事業（未来サポート、略称ミラサポ）においてラーメン専門家として登録されており、日本各地にて経営指導をおこなっていた。
2022年1月に島根県隠岐郡知夫村（知夫里島）に地域おこし協力隊として移住した。移住理由は「ミネラル豊富な水と海産物」だったという。同年3月頃、特産品を活用した商品開発や店舗開設の準備を進め、6月に開発に当たったスープ付き乾麺「島根県知夫里島天然わかめラーメン」の販売が開始された。2023年4月に地域おこし協力隊を辞め、「ラーメン知夫里島」を開店させた。
知夫村での営業と同時に、岐阜タカシマヤやあべのハルカス近鉄本店、新潟伊勢丹など知夫村のPRのために出張営業も行っている。

## こだわり
- 「知夫里島天然わかめラーメン」は、知夫里島周辺で取れる天然わかめを使用している[3]。
- 「えびそば」は開発まで5年かかっている[8]。エビの頭を焼いてからスープをとる手法を採用しており、仲の良い居酒屋の店主から着想を得た[8]。らーめん縁やでは、甘エビの頭を焼いて生臭さを消し、ミキサーですり潰し、ゲンコツ（豚の大腿骨）、鶏がら、魚介出汁とブレンドさせる手法をとっていた[14]。スープには1杯あたりに40匹のエビを使用している[1]

## メディア出演

### 日本テレビ系列
- 『スーパーテレビ情報最前線』（2002年放送）

### テレビ東京系列
- 『ラーメンカップ3時間生放送バカうまスペシャル』（2003年放送）

### 日本テレビ系列
- 『どさんこワイド』（2009年-）

### TBS系列
- 『見取り図のイケ麺ジャー　究極の一杯をつくるんじゃ～』（2024年6月9日放送）[15]

### NHK
- 『しまねっとNEWS610』（2022年放送）

### 東京メトロポリタンテレビジョン
- 『5時に夢中！』（2023年）